# Courléon

Courléon este o comună în departamentul Maine-et-Loire, Franța. În 2009 avea o populație de 163 de locuitori.